# Vincent Montméat
Vincent Montméat (Pau, 1º settembre 1977) è un pallavolista francese.